# Simona Bonafé
Simona Bonafé es una periodista y política italiana. Desde 2014 es miembro del parlamento europeo.

## Carrera
Simona Bonafé empezó su actividad política en 2002 en el partido Democracia es Libertad-La Margarita. En 2004 fue elegida concejal para el medio ambiente en Scandicci, rol que desempeñó hasta 2013. 
Desde 2007, también trabajó como periodista para los diarios Corriere di Firenze y Europa.
Fue elegida para el parlamento italiano en 2013 por el partido Partido Democrático, y en 2014 fue elegida diputada del parlamento europeo (DPE) con el mismo partido.
Después de la reasignación de Roberto Gualtieri para regresar a la política nacional a finales de 2019, Bonafé fue elegida vicepresidenta del grupo S&D, bajo el liderazgo de la presidenta Iratxe García.